# Meryem Uslu
Meryem Uslu (Stuttgart, 13 februari 1987) is een Duits kickbokser.
Uslu, geboren uit Turkse ouders en woonachtig in Jenfeld, een wijk in Hamburg, kreeg de vechtsport vanuit huis mee. Haar vader was een groot liefhebber van kungfu, en op tienjarige leeftijd begon Uslu met karate. Op achttienjarige leeftijd stapte ze over naar kickboksen. In 2017 vocht ze haar eerste gevecht voor Glory tegen de Amerikaanse Tiffany van Soest. Zij komt voor Glory uit in de klasse super bantamweight.

## Resultaten
- Duits kampioen thaiboksen[5]
- Verschillende wereldtitels in thaiboksen[6]